# Istočnokereski jezik
Istočnokereski jezik (istočni keres; eastern keres; ISO 639-3: kee), jedan od dva indijanska jezika porodice keres, kojim govori 4 580 ljudi na nekoliko pueblo rezrvata u Novom Meksiku. 
Pueblo skupine imenovane po pueblima govore sljedeće dijalekte (s brojem govornika): 602 zia, 374 santa ana, 1 789 san felipe, 2 140 santo domingo, 796 cochiti. Mlađi ljudi preferiraju engleski. Pismo: latinica.

## Vanjske poveznice
- Ethnologue (14th)
- Ethnologue (15th)